# The Labyrinth Tour: Live from the O2
The Labyrinth Tour: Live from the O2 – pierwszy album koncertowy, brytyjskiej piosenkarki Leony Lewis nagrany podczas jej koncertu w O2 Arena w Londynie 18 czerwca 2010 roku. Koncert był częścią trasy koncertowej The Labyrinth. Płyta miała premierę 29 listopada 2010 roku.

## Lista utworów
Lista utworów została ogłoszona 3 listopada 2010 roku.
DVD
1. "Brave"
2. "Don't Let Me Down"
3. "Better in Time"
4. "Whatever It Takes"
5. "Take a Bow"
6. Intermedium: "Ride a White Swan"
7. "I See You"
8. "Can’t Breathe"
9. "Forgive Me"
10. "Happy"
11. "Could It Be Magic"
12. "I Got You"
13. "Cry Me A River"
14. "The First Time Ever I Saw Your Face"
15. "Homeless"
16. Intermedium: "They Don’t Care About Us"
17. "Outta My Head"
18. "Sweet Dreams (Are Made of This)"
19. "Run (singel Leony Lewis)"
20. "Bleeding Love"

CD
1. "Brave"
2. "Don't Let Me Down"
3. "Better in Time"
4. "Whatever It Takes"
5. "Happy"
6. "The First Time Ever I Saw Your Face"
7. "Outta My Head"
8. "Sweet Dreams (Are Made of This)"
9. "Run (singel Leony Lewis)"
10. "Bleeding Love"
11. "Cry Me A River" (Japoński bonus track)
12. "Could It Be Magic" (Japoński bonus track)

## Notowania i certyfikaty
| Lista                          | Najwyższa pozycja (DVD) |
| ------------------------------ | ----------------------- |
| Spain Top 20 DVD (PROMUSICAE)  | 18                      |
| Irish Top 10 Music DVDs (IRMA) | 5                       |
| UK Music Video Chart (OCC)     | 4                       |

| Lista                                      | Najwyższa pozycja (CD) |
| ------------------------------------------ | ---------------------- |
| German Albums Chart (Media Control Charts) | 63                     |
| Swiss Albums (Schweizer Hitparade)         | 59                     |